# Gombio
Gombio (Gömbia in dialetto gombiese), è un paese posto geograficamente sul monte omonimo, nell'Appennino reggiano, frazione del Comune di Castelnovo ne' Monti. I suoi abitanti si chiamano "gombiesi".

## Geografia fisica
Il paese è situato alle pendici settentrionali del monte Gombio nell'area compresa tra il torrente Tassobbio e il Rio di Leguigno.
L'abitato è composto da diversi piccoli borghi a breve distanza l'uno dall'atro, circondati da argille e calanche. Alcuni dei borghi più significativi sono: Casa Scarenzi, Casa Ferrari, le Ottole e Soraggio.

## Storia
La prima attestazione nota della località risale all'anno 962, in alcuni documenti del comune di Castelnovo ne' Monti si cita un Galderisio da Gumbla. Nel 1175 l'Abbazia di Marola (Carpineti) aveva dei possedimenti nel territorio di Gombio. Gombio viene nominato nel 1188 in occasione del giuramento al comune di Reggio Emilia e nel 1198 un Gibertinus da Gombia è tra i consoli di Carpineti che stipulavano un accordo territoriale e militare con Reggio Emilia. Nel 1315 vengono censiti 25 famiglie, si stima circa 120 abitanti, ma nello stesso anno viene distrutta da Reggio e Corvara.
Divenuto in seguito proprietà dei Da Correggio, le sue vicende sono strettamente legate a quelle del vicino castello di Rossena con il quale condivise, dal 1416, il titolo di feudo imperiale.
Nel 1613, per decreto dell'imperatore Mattia d'Asburgo, il feudo viene dato in amministrazione ai Farnese di Parma fino al 1718 anno nel quale Gombio e Rossena diventano parte integrante dello Stato parmense dove restano fino alla morte di Maria Luisa d'Asburgo-Lorena nel 1847. In quell'anno infatti, con l'entrata in vigore del trattato di Firenze, Gombio fu annessa al Ducato di Modena e Reggio.
In seguito al riassetto dei comuni del 1859/60, Gombio è frazione di Ciano d'Enza (oggi comune di Canossa) fino all'aggregazione a  del 1959.
Il 3 aprile 1944, durante la seconda guerra mondiale, nel corso di un rastrellamento nel corso del quale era già stati uccisi tre abitanti della borgata di Case Ferrari, tutti gli uomini del paese furono messi al muro per essere fucilati dali militari della Fallschirm-Panzer-Division 1 "Hermann Göring" in quanto sospettavano ci fossero in paese dei partigiani o dei depositi di armi anche se non trovarono nulla al riguardo. Due donne tedesche che avevano sposato dei gombiesi salvarono il paese convincendo i nazisti che lo stesso non nascondeva partigiani e i suoi abitanti erano brave persone. Oggi è presente in paese un monumento alla memoria delle due donne.
Nel 1959 Gombio fu aggregata al comune di Castelnovo ne' Monti.

## Monumenti e luoghi d'interesse

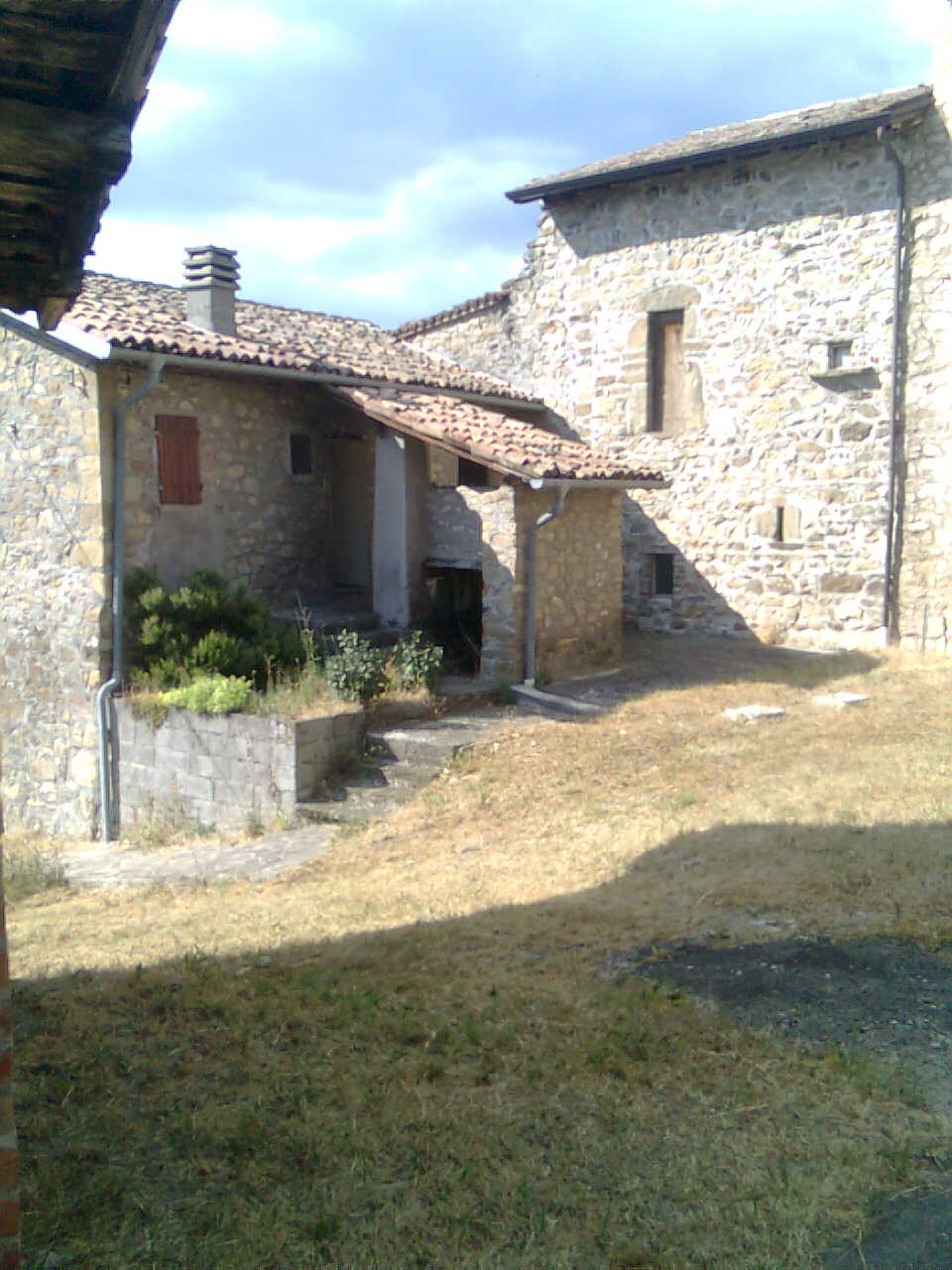
Veduta della colombaia del XIV sec. con feritoia arciera

- Chiesa dell'Assunzione della Beata Vergine Maria (XIV sec.)
- Case a torre costruite tra i secoli XV e XVI sec.[5]
- Colombaia del XIV sec.
- Riva del castello, tracce del quale si trovano nella zona sudoccidentale dell'abitato[5].

## Società

### Evoluzione demografica

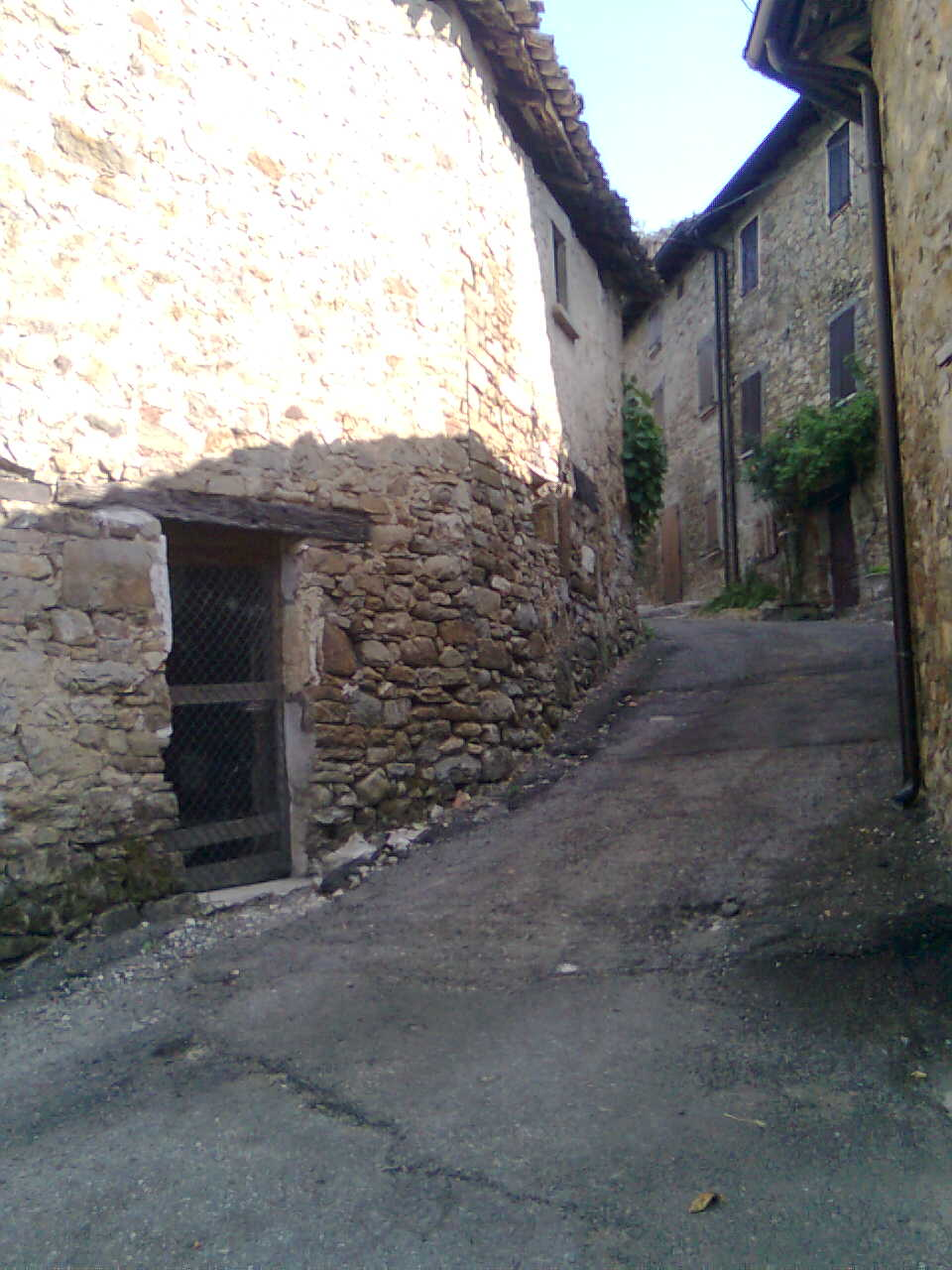
Vicolo del paese

Il paese oggi è abitato da poche famiglie e pochi giovani. In passato, fino alla seconda guerra mondiale, si contavano circa 600 abitanti, ma, a guerra terminata, lo spostamento verso le grandi città ha svuotato il paese.
Si ripopola parzialmente durante l'estate quando rientrano coloro che abitano in città.

### Religione

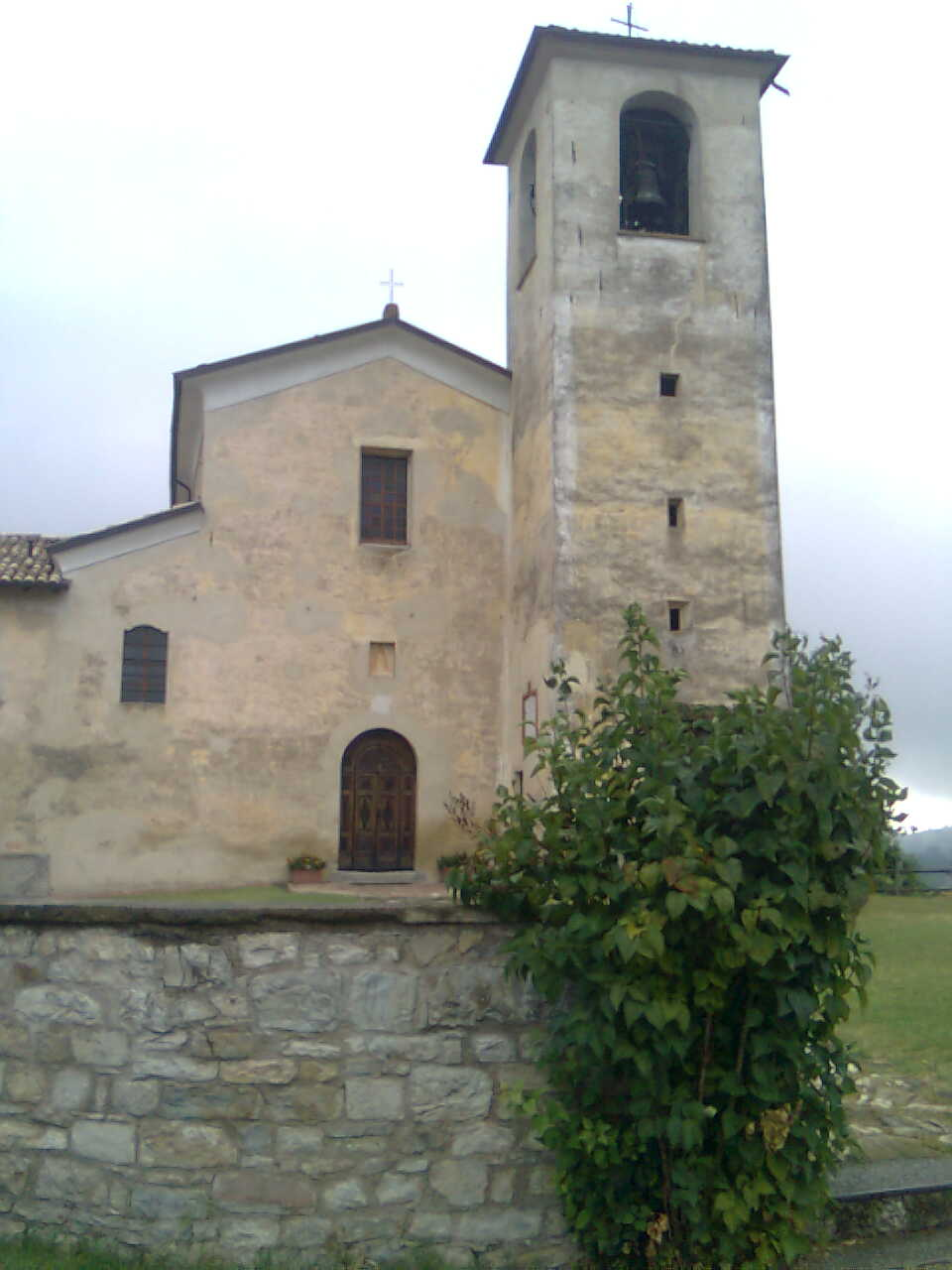
La chiesa dell' Assunzione della Beata Vergine Maria

Gombio restò quasi sempre nel corso della sua storia sotto la diocesi di Reggio Emilia.
I primi scritti che narrano di un luogo di culto in paese, risalgono al 1225 su delle pergamene dell'Abbazia di Marola. La chiesa, che è dedicata all'Assunzione della Beata Vergine Maria, è stata recentemente ristrutturata ed è situata su un colle distante del centro del paese. A causa di questa distanza venne costruita da don Valerio, parroco di Gombio dal 1959 al 1984, una seconda chiesa lungo la provinciale che attraversa il paese.

### Tradizioni e folclore
Gombio è noto nella zona dell'appennino reggiano per una leggenda riguardante un monte, che si trova a poca distanza dal paese, chiamato Monte Venere, ultima propaggine settentrionale del Comune di Castelnovo Monti, nei pressi del borgo di Ariolo (Casina). La leggenda, tramandata oralmente nel corso del tempo, narra che vi sia nascosta sotto terra una statua d'oro raffigurante la dea Venere. Si rese necessario nasconderla in seguito all'invasione del territorio da parte di popoli stranieri nell'antichità per non farla sottrarre al paese.

## Economia

### Turismo
Nella stagione estiva il paese si popola di villeggianti, per lo più figli e nipoti dei migranti di un tempo.
Il principale luogo di ritrovo per le feste è il circolo del paese che organizza diversi eventi nel corso dell'anno e specialmente in estate.

## Strutture
Nel centro del paese vi sono due case a torre risalenti al XVI secolo caratterizzate da una pianta quadrata con tetto a coppi a quattro spioventi. Nella torre più esterna al centro, su un architrave, presente sul fianco settentrionale della costruzione, vi è un'incisione raffigurante una rosa celtica e una croce latina.
A poca distanza si trovano due edifici risalenti al XV-XVI secolo dove su un portale accecato si trova un'incisione riportante la data 1576. Nel muro posteriore di una colombaia vi è una feritoia arciera databile al XIV secolo, la colombaia stessa si reputa sia lo stabile attualmente esistente più antico del paese.
Nel periodo della dominazione dei Da Correggio era presente anche una piccola fortezza a torre della quale si possono ancora oggi trovare tracce su una riva a sud-ovest del borgo.

## Viabilità e distanze
Il paese è attraversato dalla strada provinciale 79.
- da Reggio Emilia: km 41
- da Castelnovo ne' Monti: km 16
- da San Polo d'Enza: km 20
- da Canossa: km 17
- da Parma: km 44
- da Milano: km 175